# Birgit Malsack-Winkemann

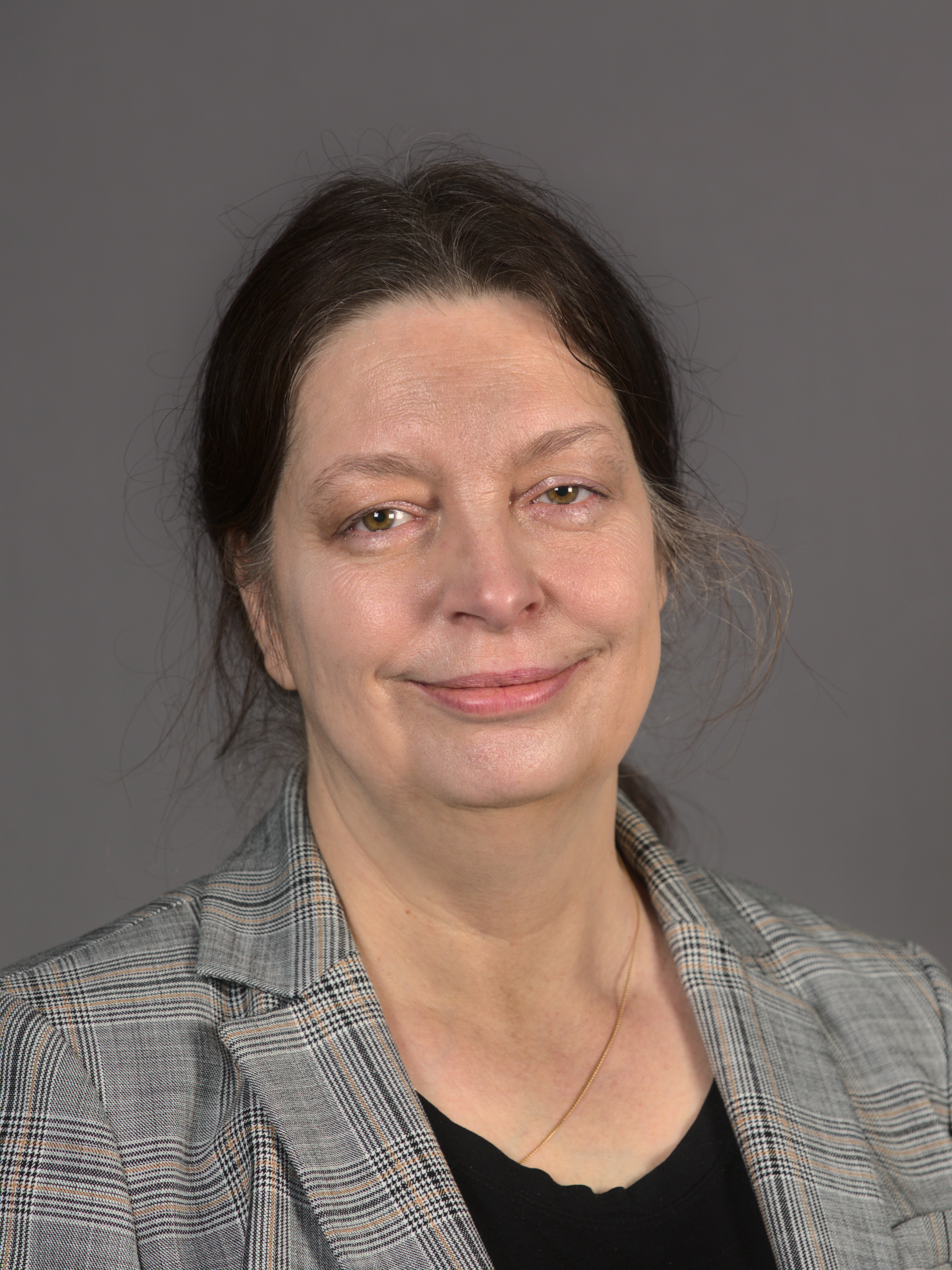
Birgit Malsack-Winkemann (2020)

Birgit Malsack-Winkemann (geborene Malsack; * 12. August 1964 in Darmstadt) ist eine deutsche Richterin und Politikerin der Alternative für Deutschland (AfD). Seit Dezember 2022 gilt sie als mutmaßliches Mitglied der rechtsterroristischen Patriotischen Union aus der Reichsbürgerszene.
Sie war Beisitzerin des Bundesschiedsgerichts der AfD. Von 2017 bis 2021 war sie Mitglied des 19. Deutschen Bundestags. Nach ihrem Ausscheiden war sie wieder als Richterin am Landgericht Berlin tätig. Am 7. Dezember 2022 wurde sie bei einer großangelegten Razzia wegen des dringenden Verdachts der Bildung einer terroristischen Vereinigung und aus Anlass des Verdachts der Staatsstreich-Planung festgenommen und kam in Untersuchungshaft. Im Dezember 2023 wurde sie wegen dieses Verdachts vor dem Oberlandesgericht Frankfurt am Main angeklagt.

## Ausbildung und Beruf als Richterin
Malsack-Winkemann erlangte 1983 das Abitur am 1971 gegründeten Gymnasium Karlsbad und legte das Erste Staatsexamen der Rechtswissenschaft an der Ruprecht-Karls-Universität Heidelberg 1989 ab. Sie wurde 1991 mit der Arbeit „Die Stellung der Verteidigung im reformierten Strafprozess : eine rechtshistorische Studie anhand der Schriften von C. J. A. Mittermaier“ promoviert und legte 1993 in Stuttgart das Zweite Staatsexamen ab. Ab 1993 war sie Richterin im Land Berlin bis zu ihrem Einzug in den Bundestag nach der Bundestagswahl 2017.
Sie schied nach der Bundestagswahl 2021 aus dem Bundestag aus, kehrte in den Justizdienst des Landes Berlin zurück und war als Richterin am Landgericht Berlin in einer für Baurecht zuständigen Zivilkammer tätig.
Justizsenatorin Lena Kreck stellte wegen Zweifeln an der Verfassungstreue und der Gewährleistung von diskriminierungsfreien Verfahren den Antrag, sie in den Ruhestand zu versetzen, um eine „schwere Beeinträchtigung der Rechtspflege“ abzuwenden.
Das Richterdienstgericht des Landes Berlin lehnte den Antrag am 13. Oktober 2022 ab.
Das Dienstgericht durfte seiner Ansicht nach bei seiner Entscheidung nicht Malsack-Winkemanns Äußerungen als Abgeordnete im Bundestag zu Grunde legen (gemäß Art. 46 Abs. 1 Satz 1 GG – vgl. Indemnität).
Das Land Berlin legte nach Malsack-Winkemanns Festnahme Berufung gegen die Entscheidung zum Dienstgerichtshof beim Oberverwaltungsgericht Berlin-Brandenburg ein.
Am 7. Dezember 2022 wurde der Geschäftsverteilungsplan des Landgerichts per Eilverfügung geändert. Malsack-Winkemann schied aus der Zivilkammer aus, stand aber als Richterin weiterhin auf der Bereitschaftsliste.
Nach ihrer Festnahme leitete das Landgericht Berlin ein Disziplinarverfahren gegen sie ein. Dies könnte dazu führen, Malsack-Winkemann aus dem Dienst zu entfernen und ihr das Ruhegehalt abzuerkennen.
Im März 2023 beschloss das Richterdienstgericht auf Antrag der Senatsverwaltung für Justiz, Vielfalt und Antidiskriminierung in einem Eilverfahren, die zu diesem Zeitpunkt seit drei Monaten inhaftierte Richterin Malsack-Winkemann vorläufig ihres Dienstes als Richterin zu entheben und ihre Dienstbezüge um 50 Prozent zu kürzen. Gegen den Beschluss ist Beschwerde zum Dienstgerichtshof möglich.
Zur Begründung führte das Gericht aus, es sei nach dem Ermittlungsstand überwiegend wahrscheinlich, dass das eingeleitete Disziplinarverfahren zur Entfernung aus dem Richterdienst führen werde.

## Politik vor der Wahl zur Bundestagsabgeordneten
Im April 2013 trat Malsack-Winkemann in die AfD ein. Von 2015 bis 2017 war sie stellvertretende Vorsitzende des AfD-Bezirksverbandes Steglitz-Zehlendorf in Berlin. Im März 2017 forderte sie bei ihrer Kandidatur für die Bundestagswahl 2017 geschlossene Grenzen und kündigte an, „für unser Land kämpfen“ zu wollen. In ihrer Bewerbungsrede vor dem Landesparteitag äußerte sie sich unter anderem zur Verteilung der Steuerlast in Deutschland. Der Landesparteitag wählte sie auf Platz 4 der Berliner AfD-Landesliste.
Zu ihren weiteren politischen Positionen wollte sie sich im damaligen Wahlkampf nicht äußern, da für Richter das Mäßigungsgebot gelte. Sie könne dann etwas zu ihren Positionen sagen, wenn ihr Richteramt ruhe.
Erik Peter aus dem Politik-Ressort der taz schrieb im April 2017 über Malsack-Winkemann, dass „grenzwertige Äußerungen von ihr […] bislang […] nicht bekannt“ seien. Seine Kollegin Malene Gürgen, taz-Redakteurin im Berlin-Ressort, meinte jedoch im Oktober 2017, dass Malsack-Winkemann „einer größeren Öffentlichkeit bisher zwar kaum aufgefallen“ sei, auf Parteitagen jedoch bewiesen habe, dass sie sich „auf flüchtlingsfeindliche Hetzreden“ verstehe.

## Bundestagsabgeordnete
Im 19. Deutschen Bundestag war Malsack-Winkemann stellvertretende Vorsitzende im Unterausschuss zu Fragen der Europäischen Union. Darüber hinaus gehörte sie als ordentliches Mitglied dem Haushaltsausschuss und als stellvertretendes Mitglied dem Finanzausschuss sowie dem Gemeinsamen Ausschuss an.
Mehrfach schlug die AfD-Fraktion im Deutschen Bundestag Malsack-Winkemann für einen Sitz im Vertrauensgremium vor, das unter anderem über die vertraulichen Wirtschaftspläne der Nachrichtendienste des Bundes entscheidet. Der Deutsche Bundestag lehnte die Wahlvorschläge jeweils ab.
Malsack-Winkemann behauptete 2018 im Bundestag, dem deutschen Gesundheitssystem entstünden „Milliardenkosten, weil Flüchtlinge ihre Beipackzettel nicht lesen können“. Die Deutsche Apothekerzeitung bezeichnete diese Behauptung nach eigener Recherche als „dreist konstruiert“, sie habe „keinerlei Wahrheitsgehalt“. Malsack-Winkemann forderte auch eine Quarantäne für erkrankte Migranten.
Bei einem Bürgerdialog im Frühjahr 2019 wurde Malsack-Winkemann von Fraktionschefin Alice Weidel als „tolle Politikerin“ gelobt.
Nachdem Malsack-Winkemann im September 2020 nach dem plötzlichen und ungeklärten Tod eines Kindes in einem Schulbus die Abschaffung der Maskenpflicht „wenigstens“ für Kinder im öffentlichen Nahverkehr gefordert hatte, erhielt sie heftige Kritik, auch aus ihrer eigenen Partei.
Bei der Bundestagswahl 2021 kandidierte sie erfolglos im Bundestagswahlkreis 79 (Steglitz-Zehlendorf) sowie auf Platz 5 der AfD-Landesliste. Weil die AfD im Land Berlin nach dem 2021 festgestellten Wahlergebnis nur drei Listenmandate erlangte, steht Malsack-Winkemann auf dem zweiten Nachrückerplatz.
Bis zu ihrer Festnahme ermöglichte ihr der Ehemaligenausweis nach einer Sicherheitsüberprüfung den Zutritt zu Bundestagsgebäuden. Der stellvertretende Vorsitzende der FDP-Fraktion Konstantin Kuhle forderte daraufhin, die Zugangsberechtigung zum Deutschen Bundestag für alle ehemaligen AfD-Abgeordneten zu überprüfen. Vor dem Hintergrund dieser Ereignisse verschärfte Bundestagspräsidentin Bärbel Bas im Mai 2023 die Hausordnung sowie die Verhaltens- und Zutrittsregeln für die Liegenschaften des Bundestages.
Bei der 2024 in mehreren Berliner Stimmbezirken durchgeführten Wiederholung der Bundestagswahl 2021 stand Malsack-Winkemann trotz des laufenden Strafverfahrens wiederum als Direktkandidatin im Wahlkreis 79 und auf Platz 5 der AfD-Landesliste zur Wahl, weil die Parteien bei Wiederholungswahlen keine neuen Kandidaten aufstellen dürfen. Ihr Wahlergebnis konnte sie um 0,2 Prozentpunkte leicht verbessern, obwohl sie weiter im Gefängnis sitzt und unter Terrorverdacht steht.

## Privates
Malsack-Winkemann ist Mutter zweier Kinder und geschieden.

## Festnahme und Prozess wegen Terrorverdachts
Am 7. Dezember 2022 wurde Malsack-Winkemann in Berlin bei einer bundesweiten Razzia gegen insgesamt 52 mutmaßliche Angehörige der Patriotischen Union, einer rechtsextremen Gruppierung der Reichsbürgerbewegung, festgenommen und dem Ermittlungsrichter des Bundesgerichtshofs vorgeführt, der die Haft aufrechterhielt. Zunächst wurden 22 mutmaßliche Mitglieder sowie drei mutmaßliche Unterstützer festgenommen. Nach Einschätzung des Generalbundesanwalts bestand im Falle von Malsack-Winkemann der dringende Verdacht der Mitgliedschaft in einer inländischen terroristischen Vereinigung (§ 129a Abs. 1 Nr. 1 StGB). Zudem bestehe nach den bisherigen Ermittlungen der Verdacht, dass einzelne Mitglieder der Vereinigung „konkrete Vorbereitungen getroffen“ hätten, mit einer kleinen bewaffneten Gruppe gewaltsam in den Deutschen Bundestag einzudringen. Medien berichteten, dass Malsack-Winkemann nach dem geplanten Umsturz als Justizministerin einer Putschistenregierung unter Führung von Heinrich XIII. Prinz Reuß eingesetzt werden sollte. Es sei die Bildung einer Übergangsregierung vorgesehen gewesen, die die neue staatliche Ordnung in Deutschland mit den alliierten Siegermächten des Zweiten Weltkrieges verhandeln sollte, mit der Russischen Föderation als zentralem Ansprechpartner für die vorgesehenen Verhandlungen. Laut Ermittlern drängte Malsack-Winkemann die konspirative Gruppe zur schnellen Umsetzung.
Am 8. Dezember 2022 erteilte der Deutsche Bundestag ihr einen Hausverweis, wodurch ihr das Betreten der Gebäude verboten wurde.
Laut FAZ belegten Ermittlungsakten des Bundesgerichtshofes, dass Malsack-Winkemann im September 2022 bei zwei Gelegenheiten mehrere Verschwörer mittels ihres Hausausweises, der ihr als ehemaliger Abgeordneten des Bundestages weiterhin zustand, durch den Bundestag führte, wo diese Fotos und Videos aufnahmen. Sie bestätigte, Mitglied eines Führungsrates der Gruppe mit Zuständigkeit für die Justiz zu sein, bestritt jedoch, dass ein gewaltsamer Umsturz geplant worden sei.
Im Beschluss vom 11. Juli 2023 ordnete der 3. Strafsenat des BGH nach dem Haftprüfungstermin die Fortdauer der Untersuchungshaft wegen Fluchtgefahr an (Aktenzeichen AK 46/23). Hieraus geht hervor, dass die Beschuldigte die ihr zur Last gelegten Beteiligungshandlungen in objektiver Hinsicht im Wesentlichen eingeräumt hat.
Am 11. Dezember 2023 erhob der Generalbundesanwalt vor dem Oberlandesgericht Frankfurt am Main gegen Malsack-Winkemann Anklage wegen des Verdachts der Mitgliedschaft in einer terroristischen Vereinigung und der Vorbereitung eines hochverräterischen Unternehmens.
Der Prozessbeginn bzw. Beginn der Hauptverhandlung war am 21. Mai 2024.